# Arisa Trewová
Arisa Trew (* 12. května 2010 Cairns) je australská olympijská vítězka ve skateboardingu. 
Její matka je Japonka a otec pochází z Walesu. Zpočátku se věnovala surfingu, ale kvůli studené vodě dala v sedmi letech přednost skateboardu. Připravuje se v Level Up Australia Academy pod vedením trenéra Trevora Warda. Pro svoji preciznost a vytrvalost dostala přezdívku Robot.
Na X Games v roce 2023 vyhrála soutěže v parku i v neolympijské disciplíně vert a stala se nejmladší osobou, která získala dvě zlaté medaile na jedněch hrách. Obě prvenství obhájila na X Games v roce 2024. Jako první žena v historii zvládla na U-rampě obraty o 720 a 900 stupňů. V roce 2024 získala cenu Laureus v kategorii akčních sportovců.
Na Letních olympijských hrách 2024 zvítězila v disciplíně park. V semifinále obsadila s 82,95 body šesté místo, ve finále jí pomohl ke zlatu zisk 93,18 bodu ve třetí jízdě. Ve čtrnácti letech se stala nejmladší australskou olympijskou vítězkou v historii a překonala rekord plavkyně Sandry Morganové z melbournské olympiády v roce 1956.